# 런던 개발청

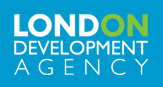
런던 개발청 로고.

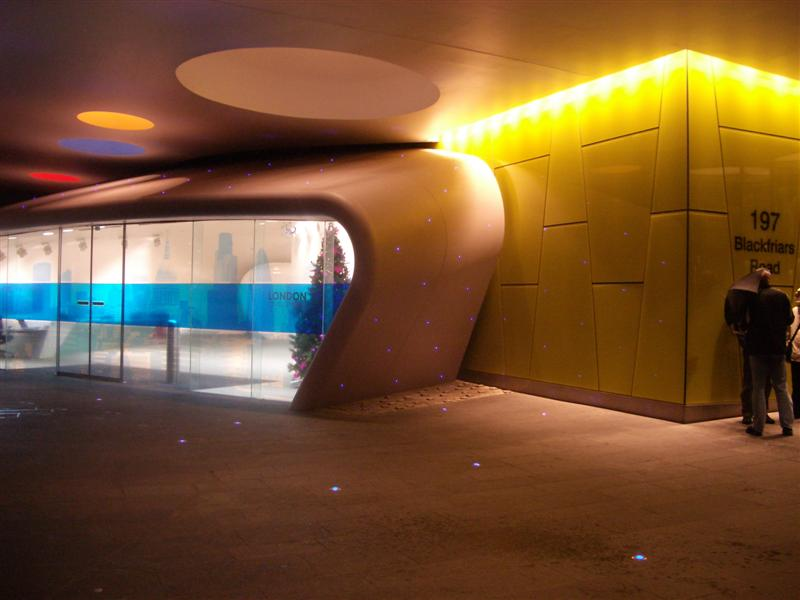
런던 개발청 입구.

런던 개발청(London Development Agency, 줄임말로 LDA)은 잉글랜드 그레이터 런던 지역의 행정기관이다. 잉글랜드 내 9 곳의 지역 개발청 중 하나이다.
런던 개발청은 런던의 지속가능한 경제 발전을 촉진하는 것을 목표로 하고 있다.
런던 개발청은 런던 남부, 사우스와크 블랙프라이어즈 가 197번지에 있다. 건물 이름은 팔레스트라 하우스(Palestra House)라고 하는데 비교적 신축 건물이다. 사우스와크 지하철역 건너편에 있다. 런던 개발청 올림픽 랜드 팀은 런던 독랜드의 2012년 하계 올림픽 본부에 위치한다.
런던 개발청은 산하에 런던 기후변화청을 두고 있다.

## 사업
런던 개발청은 런던 내 인프라스트럭처, 건물 개발 등에 투자를 하고 있다. 2012년 하계 올림픽 및 장애인 올림픽 시설에 투자하고 있다. 로워 리 밸리 및 템즈 게이트웨이 재개발 사업도 하고 있다. 런던 내 아이를 둔 부모, 육아 시설 등을 지원하고 있으며, 성인 기술 교육을 지원하고 있다. 런던 개발청은 런던 관광 산업에 도움을 주고자 런던 홍보 업무도 하고 있다.

## 위원회
위원회 멤버는 런던 시장이 임명한다. 현재 명단은 다음과 같다:
- 메리 라일리(Mary Reilly) - 위원장.
- 존 빅스(John Biggs) - 부위원장.
- 루만 아메드(Rumman Ahmed)
- 믹 콘놀리(Mick Connolly)
- 마이클 프라이(Michael Frye)
- 스티브 히친스(Steve Hitchins)
- 타마라 잉그램(Tamara Ingram)
- 조지 케슬러(George Kessler)
- 제레미 롱(Jeremy Long)
- 에릭 올러런쇼(Eric Ollerenshaw)
- 쉬라지 폴(Swraj Paul)
- 샐리 파월(Sally Powell)
- 찰스 시크릿(Charles Secrett)
- 이본 톰슨(Yvonne Thompson)
- 앨리슨 휘튼(Alison Wheaton)

존 스톤(John Stone)과 로데릭 플로우드(Roderick Floud)가 참관인으로 참관하고 있다.